# Dereköy, Ağlasun
Dereköy là một xã thuộc huyện Ağlasun, tỉnh Burdur, Thổ Nhĩ Kỳ. Dân số thời điểm năm 2010 là 303 người.